# Basso Piemonte
Il Basso Piemonte (Bass Piemont in piemontese) è una definizione storica utilizzata in ambito geografico e linguistico ambiguamente definita come la porzione di pianura pedemontana a valle di Torino, compresa tra le province di Torino e Vercelli, che include tra l'altro Chivasso e le grange vercellesi. L'Alto Piemonte, viceversa, è la porzione di pianura pedemontana a monte di Torino, seguendo il corso del Po e alcuni affluenti alla sua destra orografica fino a Cuneo e Fossano.
Nell'uso linguistico si riferisce alle varietà, parlate e scritte, più innovative della lingua piemontese di koiné, segnalate in particolare dal tratto della -i in fine di parola per i plurali femminili e per la seconda persona singolari nelle coniugazioni dei modi definiti, in contrapposizione alle desinenze in -e (per i plurali femminili), -e o -es (per le seconde persone dei verbi).